# Schloss Gaugrehweiler
Das Schloss Gaugrehweiler war ein Residenzschloss der Wild- und Rheingrafen in Gaugrehweiler im Donnersbergkreis in Rheinland-Pfalz.

## Lage
Das Bauwerk befand sich neben der Kirche im Bereich Hauptstraße 26/28 unterhalb der Straße Zum Schlossberg.

## Geschichte
Nach der Zerstörung der Burg Rheingrafenstein ließ Rauhgraf Karl Magnus nach Plänen von Johann Leonhard Reichel ein neues Residenzschloss errichten. Neben dem Schloss entstanden eine Hofkirche, Wirtschaftsgebäude, Wohnungen für die Hofbeamten, Orangerie, Lusthaus, Fasanerie, Tiergarten und ein Marstall für 120 Pferde. Dabei hatte er sich so hoch verschuldet (der Bau verschlang 180.000 Gulden) und zugleich einen aufwendigen Hofstaat mit Hofkavalieren und Hoffräulein, Husaren, Haiducken, Mohren und Hofmusikanten geführt, nahm Hutmacher un Goldschmiede sowie den Bildhauer Peter Anton von Verschaffelt in seinen Sold, dass ihn der Kaiser ins Schuldgefängnis nach Phillipsburg bringen ließ. 1782 erlangte Karl Magnus auf Bitten seiner Verwandtschaft wieder die Freiheit. Nach der Eroberung durch die Franzosen 1792 wurde das Schloss zum Abbruch freigegeben. 1805 wurden die Reste für 7.000 Gulden versteigert.

## Anlage
Eine Zeichnung aus dem Historischen Museum der Pfalz vermittelt einen Eindruck der Schlossanlage. Es war ein typisches Barockschloss mit drei Flügeln und Ehrenhof. Der Bau war dreigeschossig, der Mittelflügel hatte 13 Fensterachsen, drei davon innerhalb eines Mittelrisalits, der von einem Dreiecksgiebel bekrönt war. Die symmetrischen Seitenflügel hatten je 10 Achsen. Zur Straße hin befand sich ein wohl schmiedeeiserner Zaun mit zwei Torwächterhäuschen. Heute sind lediglich Teile der Pflasterung des Ehrenhofs, Keller des Mittelflügel und eines Seitenflügels, Teile der Sockelwand und mehrere Kavaliershäuser erhalten.